# Ron Crevier
Ronald Joseph Oscar Camille « Ron » Crevier, né le 14 août 1958 à Montréal, au Québec, Canada, est un ancien joueur canadien de basket-ball. Il évolue durant sa carrière au poste de pivot.